# Хайд Парк (Юта)
Вижте пояснителната страница за други значения на Хайд Парк.
Хайд Парк (на английски: Hyde Park) е град в окръг Кеш, щата Юта, САЩ. Хайд Парк е с население от 2955 жители (2000) и обща площ от 8,3 km². Намира се на 1383 m надморска височина. ЗИП кодът му е 84318, а телефонният му код е 435.